# Petr Fousek
Petr Fousek (* 11. srpna 1972) je bývalý český fotbalista, záložník. Není v příbuzenském stavu s fotbalovým funkcionářem Petrem Fouskem.

## Fotbalová kariéra
V české lize hrál za FK Teplice. Nastoupil ve 135 ligových utkáních a dal 20 gólů. V nižších soutěžích hrál i za FK Ústí nad Labem, Bohemians Praha, v Jižní Koreji za Chunnam Dragons a za FK Český lev Neštěmice. V evropských pohárech nastoupil ve 2 utkáních v kvalifikaci Ligy mistrů UEFA a ve 4 utkáních v Evropské lize UEFA.

## Ligová bilance
| Ročník                          | Zápasy | Góly | Klub                |
| ------------------------------- | ------ | ---- | ------------------- |
| Česká fotbalová liga 1993/94    | -      | 5    | Arma Ústí nad Labem |
| Česká fotbalová liga 1994/95    | -      | 5    | Arma Ústí nad Labem |
| 2. česká fotbalová liga 1995/96 | 27     | 14   | Bohemians Praha     |
| 1. česká fotbalová liga 1996/97 | 28     | 3    | FK Teplice          |
| Gambrinus liga 1997/98          | 27     | 4    | FK Teplice          |
| Gambrinus liga 1998/99          | 30     | 7    | FK Teplice          |
| Gambrinus liga 1999/00          | 24     | 1    | FK Teplice          |
| Gambrinus liga 2000/01          | 27     | 5    | FK Teplice          |
| 2. česká fotbalová liga 2005/06 | 23     | 8    | FK Ústí nad Labem   |
| 2. česká fotbalová liga 2006/07 | 27     | 9    | FK Ústí nad Labem   |
| 2. česká fotbalová liga 2007/08 | 27     | 6    | FK Ústí nad Labem   |
| CELKEM 1. česká liga            | 135    | 20   |                     |